# Смирнов, Сергей Алексеевич (предприниматель)
Серге́й Алексе́евич Смирно́в (1883, Ликино-Дулёво — около 1956, Франция) — российский предприниматель, государственный контролёр Временного правительства (1917).

## Биография
Родился в семье текстильных фабрикантов. Окончил Московскую практическую академию коммерческих наук (1902) и историко-филологический факультет Московского университета.
Был совладельцем и директором правления Товарищества Ликинской мануфактуры А. В. Смирнова, отвечал за производство (коммерческой деятельностью ведал его брат Василий Алексеевич). Также являлся членом советов Московского торгового и Московского банков, Общества хлопчатобумажных фабрикантов Орехово-Зуевского и Богородско-Глуховского районов. Участвовал в деятельности группы молодых московских предпринимателей во главе с П. П. Рябушинским, придерживавшихся либеральных политических взглядов, в 1912—1917 был активным деятелем партии прогрессистов, примыкал к её левому флангу, являлся членом редакционного комитета газеты «Утро России». С сентября 1914 — член центрального комитета Всероссийского Союза городов. С июня 1915 — заместитель председателя Московского военно-промышленного комитета (МВПК) П. П. Рябушинского, в связи с болезнью которого в начале 1916 фактически возглавил МВПК. Редактировал «Бюллетени» — периодический орган МВПК.
Член Конституционно-демократической партии до 1912, вновь с 1917.
После Февральской революции 1917 стал одним из организаторов учреждённого в марте того же года Всероссийского союза торговли и промышленности и возглавил его политический отдел, занимавшийся изданием журнала «Народоправство» и другой печатной продукции. Редактировал журнал «Производительные силы России». Был руководителем редакционного бюро Московской просветительной комиссии при Временном комитете Государственной думы. 25 июня 1917 года по новому избирательному закону избран в Московскую городскую думу по списку конституционно-демократической партии. В августе 1917 вошёл в состав президиума Второго Всероссийского торгово-промышленного съезда, был одним из организаторов и участников Совещания общественных деятелей в Москве. Уже в августе — сентябре 1917 закрыл Ликинскую мануфактуру из-за невозможности продолжать производственный процесс (это предприятие стало первым, национализированным большевистским правительством в ноябре 1917).
Сергей Смирнов был в числе московских либеральных политиков и предпринимателей, поддержавших усилия Александра Керенского по формированию новой правительственной коалиции после выступления генерала Лавра Корнилова. Вошёл в четвёртый (третий коалиционный) состав Временного правительства в качестве государственного контролёра. Вступил в кадетскую партию. Был сторонником назначения ревизии различных общественных организаций, получавших государственные ассигнования (в основном это касалось Советов рабочих и солдатских депутатов).
После прихода к власти большевиков был арестован в Зимнем дворце вместе с другими министрами Временного правительства, находился в заключении в Петропавловской крепости. В начале 1918 был освобождён, жил в эмиграции в Германии (был председателем Общества помощи русским гражданам в Берлине), а затем во Франции, где и скончался.